# Westhaven-Moonstone
Westhaven-Moonstone – jednostka osadnicza w Stanach Zjednoczonych, w stanie Kalifornia, w hrabstwie Humboldt, nad Oceanem Spokojnym.